# Flagellaria neocaledonica
Flagellaria neocaledonica är en gräsväxtart som beskrevs av Rudolf Schlechter. Flagellaria neocaledonica ingår i släktet Flagellaria och familjen Flagellariaceae. Inga underarter finns listade i Catalogue of Life.